# 小行星7757
小行星7757（英語：7757 Kameya）是一颗围绕太阳公转的小行星。1990年5月22日，埃莉諾·赫琳在帕洛马山发现了此天体。
这颗小行星的绝对星等为69.78483459871251等。